# مقاطعة فلاورجان
مقاطعة فلاورجان (بالفارسية: شهرستان فلاورجان) هي مقاطعة تقع في أصفهان في إيران. يقدر عدد سكانها بـ 232,019 نسمة.